# ジェイコブ・ワゲスパック
ジェイコブ・ダニエル・ワゲスパック（Jacob Daniel Waguespack, 1993年11月5日 - ）は、アメリカ合衆国ルイジアナ州アセンション郡プレイリービル出身のプロ野球選手（投手）。右投右打。現在は、フリーエージェント（FA）。

## 経歴

### プロ入り前
2012年のMLBドラフト37巡目（全体1126位）でピッツバーグ・パイレーツから指名されたが、ミシシッピ大学へ進学した。

### プロ入りとフィリーズ傘下時代
2015年にフィラデルフィア・フィリーズと契約してプロ入り。契約後、傘下のルーキー級ガルフ・コーストリーグ・フィリーズでプロデビュー。A-級ウィリアムズポート・クロスカッターズでもプレーし、2球団合計で19試合に登板して0勝1敗1セーブ、防御率2.00、32奪三振を記録した。
2016年はA級レイクウッド・ブルークロウズでプレーし、43試合に登板して4勝2敗6セーブ、防御率3.52、72奪三振を記録した。
2017年はA+級クリアウォーター・スレッシャーズとAA級レディング・ファイティン・フィルズでプレーし、2球団合計で31試合（先発16試合）に登板して9勝7敗1セーブ、防御率3.42、108奪三振を記録した。
2018年はAA級レディングとAAA級リーハイバレー・アイアンピッグスでプレーした。

### ブルージェイズ時代
2018年7月31日にアーロン・ループとのトレードで、トロント・ブルージェイズへ移籍した。移籍後は傘下のAAA級バッファロー・バイソンズでプレーし、移籍前を含めた3球団合計で28試合（先発21試合）に登板して6勝10敗1セーブ、防御率4.80、112奪三振を記録した。オフの11月20日にルール・ファイブ・ドラフトでの流出を防ぐために40人枠入りした。

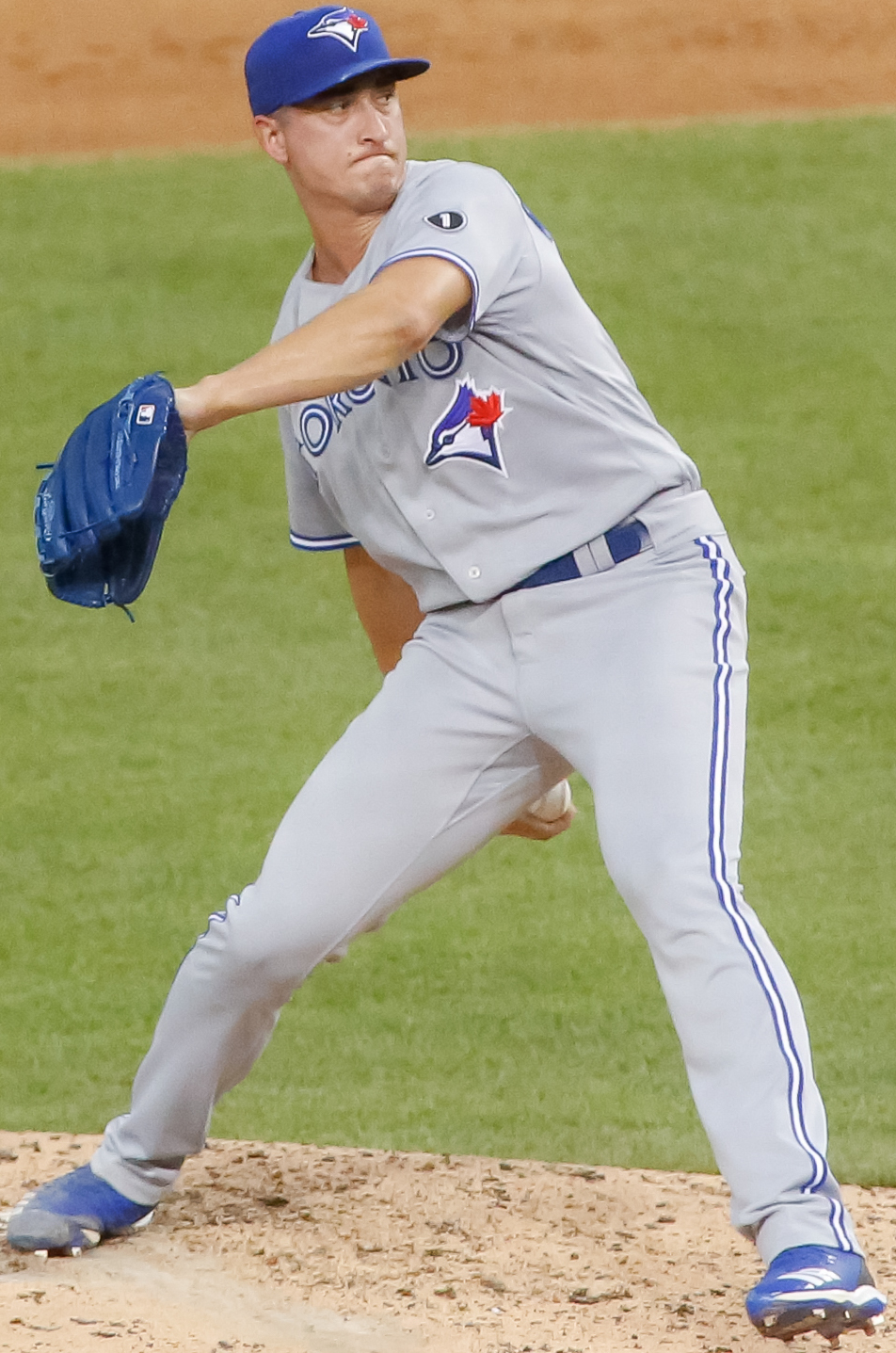
トロント・ブルージェイズ時代
（2020年7月28日）

2019年は開幕をAAA級バッファローで迎えた。5月26日にメジャー初昇格を果たすと、翌27日のタンパベイ・レイズ戦でメジャーデビュー。この年メジャーでは16試合（先発13試合）に登板して5勝5敗、防御率4.38、63奪三振を記録した。
2020年は11試合に登板して防御率8.15、16奪三振を記録した。
2021年3月6日にジョエル・パヤンプスの加入に伴ってDFAとなり、10日にマイナー契約でAAA級バッファローへ配属された。オフの11月7日にFAとなった。

### オリックス時代
2021年12月17日にオリックス・バファローズと契約した。
2022年、新型コロナウイルスの影響で来日が3月11日となり、同18日に入団会見を行った。4月22日の阪神タイガースとの二軍戦では6回無安打無失点に抑え、チームの継投ノーヒットノーランに貢献するなど、ウエスタン・リーグでは3試合の登板で防御率0.75と順調な調整を見せ、4月29日の埼玉西武ライオンズ戦で来日初登板初先発。勝敗は付かなかったが、5回を3安打、6奪三振無失点と好投した。ただ、その後は味方の拙守があったり、課題のクイックモーションで度々盗塁を許したりと投球以外の要素が響き、5試合の先発登板で0勝3敗と苦しんだ。6度目の先発登板となった6月1日の横浜DeNAベイスターズ戦で5回を3安打、7奪三振、1失点の好投、打席ではスクイズを決めて来日初打点を記録する活躍で来日初勝利を挙げた。日程の都合で6月9日に出場選手登録を抹消され、週5試合の日程が続くこともあり、中継ぎとして同19日に再登録。6連戦の日程になると先発へ戻り、約1カ月ぶりの先発登板となった7月6日の西武戦では勝敗は付かなかったが、5回を1失点（自責点0）の好投。続く同12日の福岡ソフトバンクホークス戦では6回3安打、9奪三振、1失点の好投で勝利投手となった。しかし、7月18日の東北楽天ゴールデンイーグルス戦では乱調により5回途中で降板すると、その後はチーム事情もあって同23日から再びリリーフに回った。すると、翌7月24日に守護神の平野佳寿が体調不良により「特例2022」で登録抹消。同日のソフトバンク戦、3点リードの9回表に登板し、味方の拙守が絡んで無死満塁のピンチを作ったものの、2三振を奪うなど無失点に抑えて来日初セーブを挙げた。その後は勝ちパターンの一角を担い、ときに平野不在時の守護神も務め、この年は32試合（先発10試合）の登板で2勝6敗5セーブ7ホールド、防御率2.97を記録し、チームのリーグ連覇に大きく貢献。ソフトバンクとのCSファイナルステージでは1試合に登板したのみであったが、東京ヤクルトスワローズとの日本シリーズでは第1戦で平野、第2戦で阿部翔太が被弾したこともあって守護神として起用され、5試合の登板で1勝3セーブ、計5回3安打、7奪三振無失点とその役割を全うした。10月30日の第7戦でも試合を締めて胴上げ投手となり、チーム26年ぶりの日本一にも大きく貢献した。
2023年オフに自由契約となった。

### レイズ時代
2024年1月15日にタンパベイ・レイズとマイナー契約を結んだ。
2024年3月15日にジェイコブ・ロペスのオプション降格と入れ替わる形でメジャー40人枠ロースター入りを果たした。その後、開幕ロースターに選出されて開幕はメジャーで迎えたが、4試合に登板後の4月12日に登板を最後に故障者リスト入りしたため、残りのシーズンを棒に振った。結局、同年は4試合（先発1試合）に登板したが、勝敗付かず、防御率5.40の成績だった。オフの11月4日にジョエル・クーネルと入れ替わる形で契約を延長した。
2025年の開幕はAAA級ダーラム・ブルズで迎えたが、メジャーでの登板機会が無いまま7月25日にジョニー・デルカの負傷者リストからの復帰に伴いDFAとなり、2日後に前巨人のココ・モンテスをマイナーに降格させることに伴って、自由契約となった。

## 選手としての特徴
| 球種           | 割合 | 平均球速 | 平均球速 | 最高球速 | 最高球速 |
| 球種           | %    | mph      | km/h     | mph      | km/h     |
| フォーシーム   | 43.8 | 92.5     | 148.9    | 95       | 152.9    |
| チェンジアップ | 18.9 | 82.3     | 132.4    | 85       | 136.8    |
| カッター       | 18.1 | 88.4     | 142.3    | 91       | 146.5    |
| カーブ         | 10.8 | 75.8     | 122      | 80.2     | 129.1    |
| シンカー       | 1.3  | 91.2     | 146.8    | 93.8     | 151      |

最速159km/hのフォーシームにチェンジアップ、カッターなどの変化球を操る。

## 人物
愛称は「ワグス」、「ワグー」、「ワゲ」など。
趣味は愛犬と過ごす時間。

## 詳細情報

### 年度別投手成績
| 年 度    | 球 団      | 登 板 | 先 発 | 完 投 | 完 封 | 無 四 球 | 勝 利 | 敗 戦 | セ 丨 ブ | ホ 丨 ル ド | 勝 率 | 打 者 | 投 球 回 | 被 安 打 | 被 本 塁 打 | 与 四 球 | 敬 遠 | 与 死 球 | 奪 三 振 | 暴 投 | ボ 丨 ク | 失 点 | 自 責 点 | 防 御 率 | W H I P |
| -------- | ---------- | ----- | ----- | ----- | ----- | -------- | ----- | ----- | -------- | ----------- | ----- | ----- | -------- | -------- | ----------- | -------- | ----- | -------- | -------- | ----- | -------- | ----- | -------- | -------- | ------- |
| 2019     | TOR        | 16    | 13    | 0     | 0     | 0        | 5     | 5     | 0        | 0           | .500  | 335   | 78.0     | 75       | 12          | 29       | 0     | 5        | 63       | 2     | 0        | 43    | 38       | 4.38     | 1.33    |
| 2020     | TOR        | 11    | 0     | 0     | 0     | 0        | 0     | 0     | 0        | 1           | ----  | 90    | 17.2     | 27       | 2           | 9        | 0     | 2        | 16       | 0     | 0        | 20    | 16       | 8.15     | 2.04    |
| 2022     | オリックス | 32    | 10    | 0     | 0     | 0        | 2     | 6     | 5        | 7           | .250  | 309   | 72.2     | 63       | 4           | 29       | 0     | 4        | 81       | 1     | 0        | 28    | 24       | 2.97     | 1.27    |
| 2023     | オリックス | 31    | 4     | 0     | 0     | 0        | 4     | 7     | 2        | 4           | .364  | 201   | 43.2     | 44       | 4           | 26       | 0     | 1        | 67       | 2     | 0        | 30    | 28       | 5.77     | 1.60    |
| 2024     | TB         | 4     | 1     | 0     | 0     | 0        | 0     | 0     | 0        | 0           | ----  | 51    | 10.0     | 13       | 1           | 10       | 0     | 0        | 11       | 1     | 0        | 7     | 6        | 5.40     | 2.30    |
| MLB：3年 | MLB：3年   | 31    | 14    | 0     | 0     | 0        | 5     | 5     | 0        | 1           | .500  | 476   | 105.2    | 115      | 15          | 48       | 0     | 7        | 90       | 3     | 0        | 70    | 60       | 5.11     | 1.54    |
| NPB：2年 | NPB：2年   | 63    | 14    | 0     | 0     | 0        | 6     | 13    | 7        | 11          | .316  | 510   | 116.1    | 107      | 8           | 55       | 0     | 5        | 148      | 3     | 0        | 58    | 52       | 4.02     | 1.39    |

- 2024年度シーズン終了時

### 年度別守備成績
| 年 度 | 球 団      | 投手（P） | 投手（P） | 投手（P） | 投手（P） | 投手（P） | 投手（P） |
| 年 度 | 球 団      | 試 合     | 刺 殺     | 補 殺     | 失 策     | 併 殺     | 守 備 率  |
| ----- | ---------- | --------- | --------- | --------- | --------- | --------- | --------- |
| 2019  | TOR        | 16        | 2         | 5         | 0         | 0         | 1.000     |
| 2020  | TOR        | 11        | 2         | 1         | 0         | 0         | 1.000     |
| 2022  | オリックス | 32        | 3         | 6         | 0         | 0         | 1.000     |
| 2023  | オリックス | 31        | 1         | 2         | 0         | 0         | 1.000     |
| 2024  | TB         | 4         | 1         | 0         | 0         | 0         | 1.000     |
| MLB   | MLB        | 31        | 5         | 6         | 0         | 0         | 1.000     |
| NPB   | NPB        | 63        | 4         | 8         | 0         | 0         | 1.000     |

- 2024年度シーズン終了時

### 記録

#### NPB
初記録
投手記録
- 初登板・初先発登板：2022年4月29日、対埼玉西武ライオンズ7回戦（京セラドーム大阪）、5回無失点で勝敗つかず
- 初奪三振：同上、1回表に源田壮亮から空振り三振
- 初勝利・初先発勝利：2022年6月1日、対横浜DeNAベイスターズ2回戦（横浜スタジアム）、5回1失点
- 初セーブ：2022年7月24日、対福岡ソフトバンクホークス17回戦（京セラドーム大阪）、9回表に4番手で救援登板・完了、1回無失点
- 初ホールド：2022年7月29日、対千葉ロッテマリーンズ16回戦（ZOZOマリンスタジアム）、10回裏に6番手で救援登板、1回無失点

打撃記録
- 初打席：2022年5月25日、対読売ジャイアンツ2回戦（東京ドーム）、2回表に山﨑伊織から空振り三振
- 初打点：2022年6月1日、対横浜DeNAベイスターズ2回戦（横浜スタジアム）、4回表にフェルナンド・ロメロから一犠打野選

### 背番号
- 62（2019年 - 2020年）
- 58（2022年 - 2023年）
- 40（2024年）